# William John Courthope
William John Courthope, född 17 juni 1842, död 10 april 1917, var en brittisk litteraturhistoriker och poet.
Courthope innehade professuren i poesi vid Oxfords universitet 1895–1901. Hans främsta verk är den utförliga History of English poetry (6 band, 1895–1910), biografier över Joseph Addison (1884), och Alexander Pope samt upplagor av Popes verk (utgivna tillsammans med Whitwell Elwin i 10 band 1871–1889). Courthope var även verksam som poet med satiren The paradise of birds (1873) samt The country town and other poems (1920).